# خوان كارلوس مارينيو
خوان كارلوس مارينيو ماركيز (بالإسبانية: Juan Carlos Mariño)‏ (مواليد 19 أغسطس 1982 في ليما) لاعب كرة قدم بيروفي دولي يجيد اللعب في خط الوسط . يلعب حاليا لصالح نادي قادش الإسباني منذ 2010 .

## روابط خارجية
- خوان كارلوس مارينيو على موقع قاعدة بيانات كرة القدم.إي يو (الإنجليزية)
- خوان كارلوس مارينيو على موقع ناشيونال فوتبول تيمز (الإنجليزية)
- خوان كارلوس مارينيو على موقع Soccerway.com (الإنجليزية)
- خوان كارلوس مارينيو على موقع عالم كرة القدم.نت (الإنجليزية)